# 睢宁站
睢宁站，是徐盐客运专线的一个车站。2019年12月16日通车。

## 旅客列车目的地
截止2024年2月，睢宁站共有47趟列车停靠，其中一对始发终到上海G8262/8265次，其余为过路列车。